# Akhethétep Hemi
Pour les articles homonymes, voir Akhethétep.
Akhethétep Hemi est un fonctionnaire de l'Égypte antique à la fin de la Ve dynastie, probablement en fonction sous le roi Ounas. Son titre le plus élevé était celui de vizir, ce qui fait de lui le fonctionnaire le plus important de la cour royale, juste après le roi. Outre le titre de vizir, il est également « Surveillant des trésors », « Surveillant des scribes des documents du roi » et « Surveillant du double grenier », autant de postes importants à la cour royale.
Akhethétep Hemi est principalement connu par son mastaba situé non loin de la pyramide d'Ounas, qui a été fouillé et publié par Selim Hassan. Le mastaba a ensuite été usurpé par un fonctionnaire appelé Nebkaouher. Il reste souvent difficile de décider quels titres dans la décoration de la tombe appartiennent à l'un ou l'autre officiel.